# Бабизам
Бабисти су чланови религиозног покрета насталог у Персији између 1844—1852. године, затим проширеног широм Османског царства (посебно на Кипру) и ван њега. Оснивач је Али Мухамад из Шираза (1817-1850), који је узео титулу Баб (врата), чувени шиитски теолошки појам. Смисао узимања овог назива је тај да се Али Мухамад прогласио за врата кроз која божанско откровење наставља да пролази. Ово је била противречна и опасна тврдња, што је показало и његово погубљење.
Припадници Бахаизма, такође сматрају Баба претходником своје сопствене вере, која је данас бројнија од Бабизма (чији следбеници више воле да их називају Бајани). Ове две религије су се поделиле 1866. године.